# Římskokatolická farnost – děkanství Mašťov

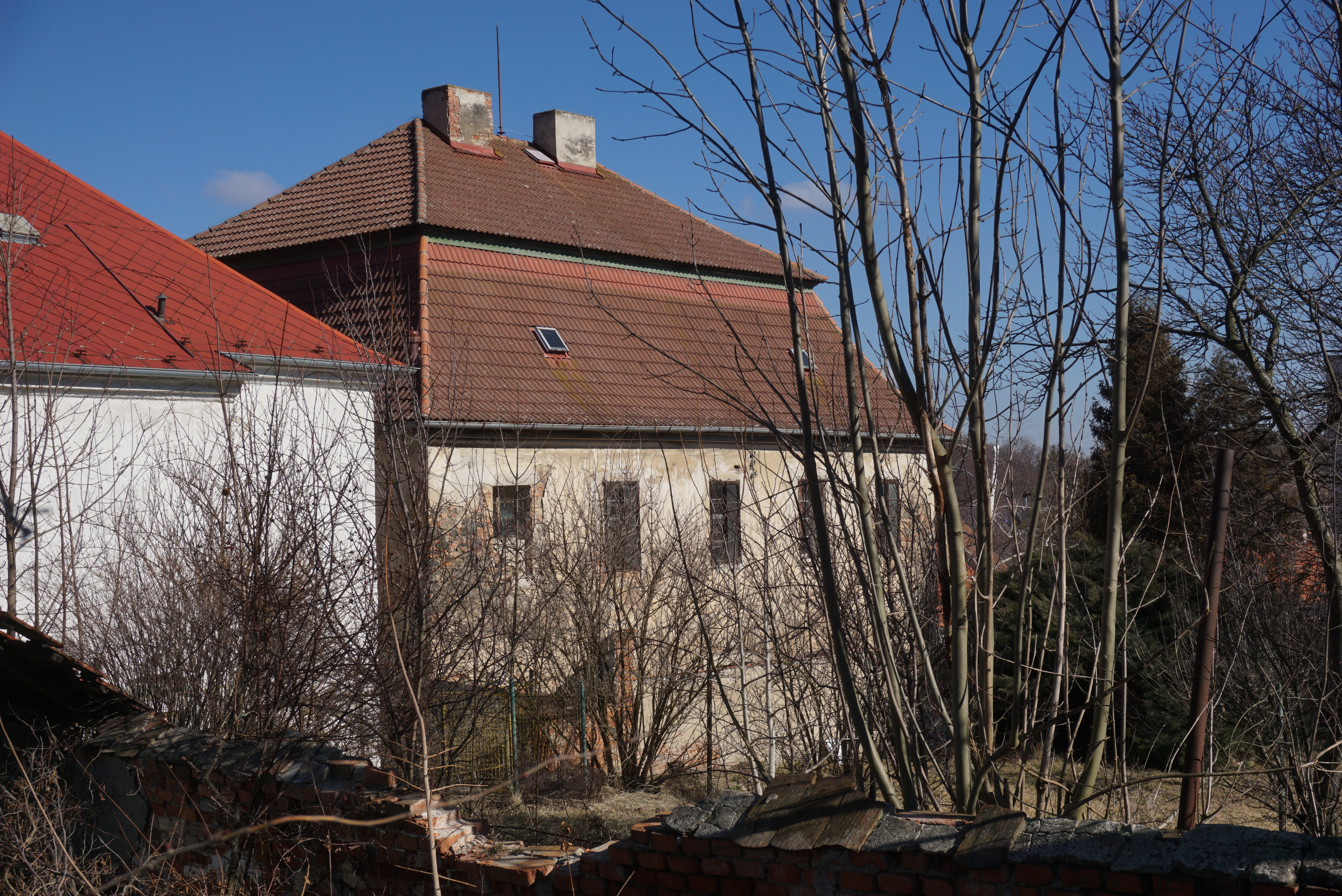
Fara v Mašťově, Kostelní ulice čp. 99

Římskokatolická farnost – děkanství Mašťov (latinsky Maschavia) je církevní správní jednotka sdružující římské katolíky na území města Mašťov a v jeho okolí. Organizačně spadá do krušnohorského vikariátu, který je jedním z 10 vikariátů litoměřické diecéze. Centrem farnosti je kostel Nanebevzetí Panny Marie v Mašťově.

## Historie farnosti
Jedná se o starou farnost, která existovala již před rokem 1192. V období 1546–1611 se farnost stala protestantskou, ale působili zde zároveň i katoličtí duchovní. Matriky jsou vedeny od roku 1624. V letech 1611–1637 ve farnosti působili již pouze protestantští duchovní a katolický farář se do farnosti vrátil roku 1637. Roku 1782 byla povýšena na děkanství.
Do 31. prosince 2012 byla součástí tzv. kadaňského farního obvodu, z něhož byly v různých historických etapách, zvláště od 50. let 20. století, spravovány okolní farnosti. Od 1. ledna 2013 se osamostatnila a afilovala farnosti: Podlesice, děkanství Radonice, Tureč, Velikou Ves a Vilémov.

### Duchovní správcové vedoucí farnost
Začátek působnosti jmenovaného v duchovní správě farnosti od:
- 1366   Joannes
- 1396   Joannes z Levína
- 1412   Martinus z Údrče[4]
- 1546-1611 farnost se stala protestantskou, ale působili zde ještě zároveň i katoličtí faráři:[3]
- 1546   Joannes Kreusel
- 1549   Bartholomäus Pfeit
- 1554   Andreas Protowy
- 1564   Laurentius Puchwald
- 1569   Nicolaus Geißler
- 1577   Petrus Lange Voigt (Lange-Voigt[3])
- 1599-1611 Thomas Beutler[4] (Beuttner[3])
- 1611-1637 ve farnosti působili pouze protestantští duchovní[3]
- 1637   Paulus Heinemann, 1. katolický farář po protestantském období
- 1657   Dominik Zetlitzer O. Carm.
- Matheus Max. Müller
- 1675   Mathias Bitterbier
- 1682   Franz Wenzel
- 1693   Christoph Hieronymus Libscher
- 1703   Zacharias Waldmann
- 1753   Franz Haidt
- 1757   Josef Pleiner (Pleyner[3]), první děkan v Mašťově, † 7. 2. 1789
- 1789   Ignaz Helfert, n. 10. 2. 1758 Lobositz, o. 10. 6. 1781, † 23. 3. 1828
- 1828   Sigismund  Merkl, n. 1. 8. 1786 Kaaden, o. 1. 2. 1810, † 27. 10. 1862
- 1852   Franz Tausche, n. 30. 11. 1808 Boskov., o. 3. 8. 1835, † 25. 1. 1855
- 1855   Ignaz Pollak, n. 27. 7. 1805 Novodomens., o. 25. 7. 1831, † 13. 2. 1888
- 1889   Josef Wanka, n. 25. 8. 1843 Radigau, o. 29. 6. 1866, † 2. 6. 1918
- 1908   par. vacat, admin. intercalaris Gust. Funk
- 1909   Franc. Tschochner, n. 26. 4. 1868 Atschau, o. 17. 7. 1892, † 24. 9. 1916
- 1917   par. vacat, admin. interc. Henr. Schnitter
- 1918   Joann. Pleyer, n. 16. 9. 1874 Schönau, o. 17. 7. 1898, † 19. 10. 1955
- 1930   Franc. Jülka, n. 19. 9. 1885 Lobeditz, o. 17. 7. 1910, † 30. 3. 1953
- 1. 9.  1942   Schwarzbach Bruno, n. 22. 10. 1903 Neudörfen, o. 27. 6. 1937, † 16. 4. 1990
- 1. 11. 1945   Ernest Baier
- 1. 8.  1947    František Hrubý
- 1. 11. 1948   František Janiš
- 26. 9. 1953   Antonín Grus
- 1. 8.  1957   Jan Kolář
- 1. 11. 1959   Tomáš Pirný
- 1. 3. 1996 Richard Madej
- 15. 11. 1997 Josef Čermák, admin. exc. z farnosti – děkanství Kadaň[4]

Kromě kněží stojících v čele farnosti, působili ve farnosti v průběhu její historie i jiní kněží. Většinou pracovali jako farní vikáři, kaplani, katecheté, výpomocní duchovní aj.

## Území farnosti
Do farnosti náleží území obcí:
- Blov (Flahe)
- Dobřenec (Dobrenz)
- Emanuelův Dvůr (Emanuelshof)
- Háj (Gehae)
- Chmelištná (Chmeleschen)
- Chotěbudice (Kettowitz)
- Chrašťany (Groschau)
- Kadaňský Rohozec (Böhmische Rust)
- Kojetín (Koititz)
- Konice (Kunitz)
- Mašťov (Maschau)
- Miřetice u Vintířova (Meretitz)
- Němčany (Niemtschau)
- Nové Třebčice (Deutsch Trebetitsch)
- Obrovice (Wobern)
- Podlesice (Podletitz)
- Radechov (Radigau)
- Radonice (Radonitz)
- Ratiboř (Rodbern)
- Růžová (Rosengarten)
- Sedlec (Zettlitz, část obce Mašťov)
- Tureč (Turtsch)
- Veliká Ves (Michelsdorf)
- Vidolice (Wiedelitz)
- Vilémov (Willomitz)
- Vinaře (Weinern)
- Vintířov (Winteritz)
- Vitčice (Grosswitschitz)
- Vlkaň (Wilken)
- Vojnín (Wohnung)
- Vysoké Třebušice (Hohentrebetitsch)
- Zahořany (Serles)
- Zlovědice (Lobeditz)
- Ždov (Gestob)

## Římskokatolické sakrální stavby na území farnosti
| | Fotografie | Stavba                                  | Místo            | Bohoslužby                      | Zeměpisné souřadnice             | Status                     | Číslo kulturní památky           |
| Kostely | Kostely    | Kostely                                 | Kostely          | Kostely                         | Kostely                          | Kostely                    | Kostely                          |
| --- | ---------- | --------------------------------------- | ---------------- | ------------------------------- | -------------------------------- | -------------------------- | -------------------------------- |
| 1. |            | Kostel Nanebevzetí Panny Marie          | Mašťov           | bližší informace o bohoslužbách | 50°15′44″ s. š., 13°16′37″ v. d. | farní kostel               | 29769/5-625 (Pk•MIS•Sez•Obr•WD)  |
| 2. |            | Kostel sv. Barbory                      | Mašťov           | bližší informace o bohoslužbách | 50°15′42″ s. š., 13°17′3″ v. d.  | hřbitovní kostel           | 20354/5-627 (Pk•MIS•Sez•Obr•WD)  |
| 3. |            | Kostel sv. Vavřince                     | Podlesice        | bližší informace o bohoslužbách | 50°16′43″ s. š., 13°19′52″ v. d. | filiální kostel            | 35222/5-678 (Pk•MIS•Sez•Obr•WD)  |
| 4. |            | Kostel Narození Panny Marie             | Radonice         | bližší informace o bohoslužbách | 50°17′53″ s. š., 13°17′10″ v. d. | filiální kostel            | 18082/5-715 (Pk•MIS•Sez•Obr•WD)  |
| 5. |            | Kostel sv. Jana Evangelisty             | Zahořany         | bližší informace o bohoslužbách | 50°18′42″ s. š., 13°18′39″ v. d. | filiální kostel, hřbitovní | 38035/5-853 (Pk•MIS•Sez•Obr•WD)  |
| 6. |            | Kostel sv. Jakuba apoštola              | Veliká Ves       | bližší informace o bohoslužbách | 50°16′10″ s. š., 13°22′27″ v. d. | filiální kostel            | 28269/5-812 (Pk•MIS•Sez•Obr•WD)  |
| 7. |            | Kostel sv. Anny                         | Vysoké Třebušice | bližší informace o bohoslužbách | 50°15′23″ s. š., 13°23′54″ v. d. | filiální kostel            | 43135/5-1211 (Pk•MIS•Sez•Obr•WD) |
| 8. |            | Kostel sv. Michaela archanděla          | Zlovědice        | bližší informace o bohoslužbách | 50°15′54″ s. š., 13°23′54″ v. d. | filiální kostel            | 43268/5-1208 (Pk•MIS•Sez•Obr•WD) |
| 9. |            | Kostel sv. Mikuláše a Jména Panny Marie | Vilémov          | bližší informace o bohoslužbách | 50°17′53″ s. š., 13°18′42″ v. d. | filiální kostel            | 18692/5-843 (Pk•MIS•Sez•Obr•WD)  |
| Kaple |            |                                         |                  |                                 |                                  |                            |                                  |
| 10. |            | Kostel sv. Štěpána                      | Chotěbudice      | bližší informace o bohoslužbách | 50°16′5″ s. š., 13°19′23″ v. d.  | kostel                     | 43726/5-1201 (Pk•MIS•Sez•Obr•WD) |
| 11. |            | Kaple sv. Gabriela archanděla           | Němčany          | bližší informace o bohoslužbách | 50°15′11″ s. š., 13°18′41″ v. d. | kaple                      | —                                |
| 12. |            | Kaple sv. Markéty                       | Vintířov         | bližší informace o bohoslužbách | 50°18′16″ s. š., 13°16′28″ v. d. | hřbitovní kaple            | 25092/5-855 (Pk•MIS•Sez•Obr•WD)  |
| 13. |            | Kaple Panny Marie Pomocné               | Vintířov         | bližší informace o bohoslužbách | 50°18′40″ s. š., 13°16′33″ v. d. | kaple                      | 42016/5-858 (Pk•MIS•Sez•Obr•WD)  |
| 14. |            | Kaple                                   | Chmelištná       | bohoslužby příležitostně        | 50°14′8″ s. š., 13°16′29″ v. d.  | kaple                      | 10242/5-5566 (Pk•MIS•Sez•Obr•WD) |
| Zaniklé sakrální stavby v období komunistické totality ve 20. století ve farnosti – děkanství Mašťov |            |                                         |                  |                                 |                                  |                            |                                  |
| 15. |            | Kaple Andělů Strážných                  | Sedlec           | nelze sloužit                   | 50°15′47″ s. š., 13°13′41″ v. d. | zbořeno po roce 1954       | 10242/5-5566 (Pk•MIS•Sez•Obr•WD) |
| Některé drobné sakrální stavby a pamětihodnosti lze dohledat zde v databázi Drobné sakrální památky Zaniklé sakrální stavby lze dohledat zde v databázi Poškozené a zničené kostely, kaple a synagogy v České republice |            |                                         |                  |                                 |                                  |                            |                                  |

Ve farnosti se nacházejí také další drobné sakrální stavby a pamětihodnosti. Historicky se na území farnosti, včetně afilovaných farností, nacházelo větší množství kostelů, kaplí, kapliček a dalších sakrálních objektů. Velká část z nich byla zbořena nebo poškozena v 2. polovině 20. století v důsledku těžby uhlí a průmyslu. Seznamy těchto objektů jsou připojeny na stránkách zaniklých farností.